# میرغلام‌محمد غبار
میرغلام‌محمد غبار (۱۳۵۶–۱۲۷۶) مورخ، سیاستمدار و نویسندهٔ اهل افغانستان بود.

## زندگی‌نامه
میرغلام‌محمد غبار فرزند میرزا میر محبوب خان در سال ۱۲۷۶ خورشیدی (۱۸۹۷ میلادی) در شهر کابل زاده شد. مطالعاتش خصوصی و بیشتر در رشته‌های تاریخ، ادب، فلسفه، اجتماعیات و امثال آن بوده است. دوران جوانی‌اش مصادف با زمانی بود که در افغانستان مقدمات یک تحول اجتماعی آهسته آهسته پدیدار می‌شد. سال‌های پرآشوب اوج‌گیری جنبش استقلال‌خواهی و مشروطیت، احراز استقلال و نهضت امانی. در کابل روزنامه منتشر، کتابخانه‌های شخصی موجود و حلقه‌های مرئی و غیرمرئی روشنفکری متشکل می‌گردید. متعاقباً در افغانستان یک انقلاب جهنده‌ای پدیدار و در نتیجه افغانستان در جنگ سوم افغان و انگلیس پیروز گردید. این حادثه‌ها موجب فضای مساعدی برای ایجاد جنبش‌های اجتماعی نسل جوان افغانستان در دورهٔ گذاری ده‌ساله گردید. او مدتی از زمان خود را در قندهار و فراه جنوب کشور گذراند و در آنجا چندین کتاب نوشت. زبان مادری او فارسی بود.
در طی این حوادث غبار به مشاغل زیر اشتغال داشت:

### دورهٔ امانی
- مدیریت جریدهٔ هفته‌وار «ستارهٔ افغان»: از زمستان ۱۲۹۸ تا تابستان ۱۲۹۹ (۱۹۱۹–۱۹۲۰)

(این نشریه در دو صفحه با مضمون‌های انتقادی و اصلاحی در مطبعهٔ سنگی جبل السراج و باز در چاریکار (ولایت پروان) چاپ و نشر می‌شد)
- ریاست یکی از شعب وزارت امنیهٔ عمومیه: ۱۲۹۹–۱۳۰۰ (۱۹۲۰–۱۹۲۱)
- عضویت هیئت تنظیمیهٔ ولایت هرات: ۱۳۰۰
- معاونیت تصدی شرکت امانیه و نمایندگی تجارتی در نمایشگاه مسکو: ۱۳۰۳ (۱۹۲۴)
- کاتب وزارت مختاری افغانستان در پاریس: ۱۳۰۵ (۱۹۲۶)
- مدیریت گمرکات ولایت قطغن و بدخشان: ۱۳۰۶ (۱۹۲۷)
- وکالت انتخابی شهریان کابل در لویه جرگهٔ پغمان: ۱۳۰۷ (۱۹۲۸)

### در دورهٔ نادرشاه
- سرکاتب وزارت مختاری افغانستان در برلین: ۱۳۰۹ (۱۹۳۰) غبار از این وظیفه استعفا کرده و به افغانستان برمی‌گردد و در مبارزه بر ضد نادرشاه مستقیماً دخیل می‌شود.
- عضویت انجمن ادبی کابل: ۱۳۱۰–۱۳۱۱ (۱۹۳۱–۱۹۳۲)
- زندانی سیاسی: ۱۳۱۲–۱۳۱۴ (۱۹۳۳–۱۹۳۵)

(به سبب تروری که در سفارت‌خانهٔ دولت انگلیس در کابل از طرف یک افغان بنام محمد عظیم خان به عمل آمد و سه نفر از مربوطان آن سفارت کشته شدند)
- تبعید سیاسی در ولایت فراه و قندهار از جهت حادثهٔ مذکور: ۱۳۱۴–۱۳۲۱ (۱۹۳۵–۱۹۴۲)
- عضویت انجمن تاریخ در کابل: ۱۳۲۲–۱۳۲۷ (۱۹۴۳–۱۹۴۷)
- نمایندهٔ انتخابی شهریان کابل در دورهٔ هفتم شورای ملی: ۱۳۲۸–۱۳۳۰ (۱۹۴۹–۱۹۵۱)
- بنیان‌گذار و منشی حزب وطن و بنیان‌گذار و صاحب امتیاز جریدهٔ وطن ارگان حزب: ۱۳۲۹–۱۳۳۰ (۱۹۵۱–۱۹۵۲)

(جریدهٔ وطن که در چهار صفحه با روش انتقادی در مطبعهٔ ملی چاپ می‌شد در سال ۱۳۳۰ (۱۹۵۱) از طرف حکومت توقیف و حزب وطن در سال ۱۳۳۱ (۱۹۵۲) از طرف حکومت ممنوع شناخته شده و پسان‌تر در سال ۱۳۳۵ (۱۹۵۶) انحلال آن رسماً از سوی حکومت اعلام گردید)
- محبوس سیاسی: ۱۳۳۱–۱۳۳۵ (۱۹۵۲–۱۹۵۶)
- ۱۳۳۵–۱۳۵۶ (۱۹۵۶–۱۹۷۸): مدت بیست سال دیگر غبار، روزنامه‌نگار، نویسنده و مورخ، در اثر مراقبت و فشار خانوادهٔ حکمران مجبور شده بود که در منزل خویش مشغول فعالیت‌های سیاسی، مطالعه یا تألیف باشد. غبار در همین دوره کتاب افغانستان در مسیر تاریخ را نوشت. در طول این مدت، دولت به هر وسیله که می‌شد از نشر جریده، مقاله یا کتاب از طرف غبار ممانعت می‌کرد. حکومت در همین دوره جلد اول افغانستان در مسیر تاریخ را توقیف نمود؛ و همچنین از انتخاب شدن غبار در شورا در دورهٔ دوم «دموارسی دولتی» جلوگیری کرد.

### درگذشت
میر غلام محمد غبار در سال ۱۳۵۶ خورشیدی که برای معالجهٔ مریضی معده به برلین غربی رفته بود وفات نمود. وی را در شهدای صالحین در شهر کابل دفن نمودند.
- درگذشت: ۱۶ بهمن (دلو) ۱۳۵۶ (۵ فوریهٔ ۱۹۷۸)[۲]

## آثار غبار
۱. جلد اول «افغانستان در مسیر تاریخ» ۱۳۴۶، مطبعهٔ عمومی کابل که از طرف دولت توقیف گردید.
۲. جلد دوم «افغانستان در مسیر تاریخ»: در سال ۱۹۷۳ در کابل تحریر گردید که سال‌های پر ماجرای ربع دوم سدهٔ بیستم را در بر می‌گیرد. به خاطر استبداد نظام وقت چاپ کتاب در آن زمان ممکن نمی‌گردد و در سال ۱۹۹۹ در آمریکا به چاپ می‌رسد.
۳. افغانستان و نگاهی به تاریخ آن، (۱۳۱۰)-(۱۹۳۱) مجلهٔ کابل
۴. افغانستان در هندوستان، (۱۳۱۱)-(۱۹۳۲) مجلهٔ کابل
۵. تاریخ مختصر افغانستان، (۱۳۱۱)-(۱۹۳۲) سالنامهٔ کابل
۶. تاریخ احمد شاه بابا (۱۳۲۲)-(۱۹۴۳) (کتاب)
۷. کتاب خراسان (۱۳۳۶)-(۱۹۴۷)
۸. امرای محلی افغانستان (۱۳۲۱–۱۳۲۲) مجلهٔ آریانا شماره‌های سال‌های (۱۳۲۱–۱۳۲۲)-(۱۹۳۳–۱۹۳۴)
۹. تاریخ ظهور اسلام و نفوذ عرب در افغانستان نشر ریاست مطبوعات (۱۳۲۶)-(۱۹۴۷)
۱۰. تاریخ قرون اولی، وزارت معارف (۱۳۲۶)-(۱۹۴۷)
۱۱. افغانستان به یک نظر-ریاست مستقل مطبوعات (۱۳۲۶)-(۱۹۴۷)
۱۲. ادبیات دورهٔ محمدزایی-ریاست مستقل مطبوعات (۱۳۳۱)-(۱۹۵۲)
1. تاریخ احزاب سیاسی افغانستان در قرن بیست، (قلمی)
2. تاریخ ادبیات افغانستان، از آغاز دورهٔ تاریخی تا قرن بیستم

۱۵. خاطرات زندگی غبار